# Prvenstvo Ljubljanskog nogometnog podsaveza 1920.
Prvenstvo Ljubljanskog podsaveza za sezonu 1920. bilo je prvo nogometno natjecanje u organizaciji Ljubljanskog nogometnog podsaveza.

## Novosti
Nakon Prvog svjetskog rata nogomet je morao biti potpuno reorganiziran. Tereni su uništeni, sportske organizacije starih zemalja nestale su, a igrački kadar teško osakaćen. U Ljubljani su se preživjeli nogometaši ponovno počeli okupljati tek 1919. godine, kada su obnovili rad predratni klubovi Ilirija i Slovan. Ilirija je djelovala od početka svibnja, ali isprva nisu mogli održavati utakmice jer je stari prostor na hipodromu, koji su vlasti koristile za vojna skladišta, bio neupotrebljiv. S vlasnikom Cekinovog grada i jednim od glavnih dioničara pivovare Union Ivanom Koslerom dogovorili su stoga novi prostor na državnom kolodvoru pokraj pivovare, gdje je vrlo brzo izraslo za to vrijeme prilično moderno igralište. Ilirija je prvu utakmicu odigrala 20. srpnja u gostima kod Rapida gdje je slavila 5:1, a 24. kolovoza je prvi put zaigrala na novom domaćem terenu. U goste je došla zagrebačka Šparta, koju su domaći pred 3000 gledatelja svladali 2:1 golovima Karla Bana i Kazimira Pretnara. U međuvremenu je počeo trenirati i Slovan, ali je kvalitetom znatno zaostajao za Ilirijom te je u prvoj poslijeratnoj utakmici krajem rujna izgubio 1:8, a razvijali su se i novi klubovi u Celju i Mariboru. Posebno je u gradu na Dravi poslijeratni nogometni život bio vrlo raznolik jer su 1919. postojali Rote Elf, Sturm, Rapid, Hertha, Aero i 1. SSK Maribor. Kako su se klubovi brzo razvijali i u drugim dijelovima kraljevine, Jugoslavenski nogometni savez je na prvoj redovnoj skupštini 8. rujna odlučio osnovati podjedinice, tzv. podsaveze, koji bi nadzirali nogomet na svom području. Jedna od njih bila je predviđena i za Ljubljanu, pri čemu je prihvaćeno da se granice neće određivati politički, već prema željezničkoj mreži. Kasnije je odlučeno da će Ljubljanski podsavez uz cijeli slovenski teritorij dobiti i Međimurje, dok je Rijeka ostavljena da sama odluči između Zagrebačkog i Ljubljanskog podsaveza. U vrijeme prve odluke o suudruživanju samo je Ilirija bila uključena u udrugu klubova s planiranog ljubljanskog teritorija, pa se na njezinu provedbu moralo još malo pričekati.

Treći klub Ljubljana je dobila tek 25. siječnja 1920., kada je osnovan SSK Sparta pod vodstvom direktora Antona Juga. Na međuklupskoj konferenciji krajem ožujka klub je uz Iliriju i Slovan dogovorio osnivanje podsaveza za koju su odlučili pripojiti i celjske i mariborske klubove. Osnivanje Ljubljanskog nogometnog podsaveza, uz formiranje olimpijskog pododbora i sportskog saveza, bilo je zakazano za vikend 24. i 25. travnja u prostoriji za sastanke ljubljanske gradske vijećnice, a aktivno su sudjelovali samo ljubljanski klubovi, jer ostali nisu mogli doputovati zbog štrajka željezničara. U subotu su održane konzultacije, a u nedjelju je nakon pozdravnog govora Cirila Žižeka i izlaganja Jerneja Demšara i Antona Juga konstituiran odbor nogometnog podsaveza. Prvi predsjednik postaje Anton Jug, dopredsjednik Evgen Betetto, prvi tajnik Stanko Vrančič, drugi tajnik Slavko Pretnar, a blagajnik Viktor Logar. Podsavez je pri osnivanju brojao sedam članova – SK Ilirija, SK Slovan, SSK Sparta, SSK Celje, SV Rapid, SK Hertha i SK Rote Elf, a u kratkom vremenu pridružili su se Cillier Sportverein (ranije i kasnije Athletik SK) i 1. SSK Maribor. U skladu s uputama Jugoslavenskog nogometnog saveza, LJNP je odmah odlučio organizirati prvenstveno natjecanje u kojem je pravo nastupa imalo devet klubova, ali su odustali SSK Celje i SSK Sparta. Ostalo je sedam klubova koji su se natjecali u ligaškom sustavu, a naslov je nadmoćno osvojila Ilirija za koju su između ostalih igrali Stane Pelan, Slavko Pretnar, Anton Kanc, Gabrijel Zupančič, Stanko Deržaj, Stanko Vrančič, Ljubo Vidmajer, Evgen Betetto, Franc Bregar, Ivan Zupančič i Kazimir Pretnar. Ilirija je dobila sve utakmice, svladali su drugoplasirani Rapid 10:0, a u sezoni su primili samo tri gola. U zadnjem kolu za drugo mjesto borili su se Athletik iz Celja i Rapid iz Maribora, pri čemu je potonji slavio 4:5, dok je treći Slovan nastupio solidno, iako je nakon dobrog starta pred kraj malo posustao zbog odlazaka nekih igrača.

## Sezona
Službeno je to bilo "Prvenstvo Ljubljanskog nogometnog podsaveza", koje je LJNP organizirao odmah po svom osnutku 25. travnja, te pozvao sve postojeće klubove na sudjelovanje. Nije ih bilo puno, a na kraju ih je sudjelovalo sedam: ljubljanska Ilirija i Slovan, mariborski Hertha, Rapid, Rote Elf i 1. SSK te celjski Athletik-Sportklub (Cillier Sportverein). Osim njih, pravo nastupa imali su i SK Celje i SSK Sparta iz Ljubljane, ali su odbili tu mogućnost i bili oslobođeni utakmica za navedenu sezonu. Na rasporedu je bila 21 utakmica, ali na raspolaganju su bila samo tri redovita terena u cijeloj Sloveniji. Dva ljubljanska kluba igrala su na poznatom igralištu Ilirije pokraj pivovare Union, odnosno "na državnom kolodvoru", kako se to zvalo u ono vrijeme, kada je šišenski kolodvor bio još važniji. U Mariboru je za utakmice bio dostupan tek mali stadion Rapida u Ljudskom vrtu, tek otvoren uoči početka sezone, dok je celjski Atletik igrao na također potpuno novoj Skalnoj Kleti. Zanimljivo je da na dva mjesta stadioni stoje i danas, dok je najveći, Ilirijin, koji je primao oko 5000 gledatelja, srušen prije rata.

Sustav natjecanja je bio jednostavan, svatko sa svakim igrao je jednom, a utakmice su raspoređene što pravednije između gradova, tako da svatko igra "kod kuće" otprilike tri puta. U sportskom smislu, bila je ovo najpravednija sezona u povijesti, jer su svi klubovi krenuli s potpuno iste pozicije, odnosno od nule, a mogli su se osloniti samo na vlastite snage jer u tako kratkom razdoblju transfera praktički nije bilo. Također vrijedi spomenuti kako su u to vrijeme momčadi uglavnom igrale u sustavu 2–3–5, a utakmice je vodio samo jedan sudac, najčešće bivši igrač ili dužnosnik Ilirije. Prve utakmice odigrane su krajem svibnja, kada je i ponedjeljak bio slobodan zbog blagdana Duhova te su ekipe iz Štajerske mogle doći u Ljubljanu na dvostruki raspored. Prvi dvoboj u povijesti slovenske lige odigran je između Slovana i Celje Sportvereina, a završio je 2:2, što je nagovijestilo da bi se i jedni i drugi mogli boriti za visoka mjesta. Slovan je bio klub s prijeratnom tradicijom i posljedičnom reputacijom, pa su shodno tome okupili vrlo dobru momčad za ono vrijeme. Uz osnivače kluba, braću Kernc, valja istaknuti braniča Alojzija Bregara, odličnog napadača Franca Učaka te veznjaka Petera Birsu i braniča Stanka Mozetiča iz Gorice koji su prije Drugog svjetskog rata igrali za Jugoslaviju. Sa spomenutom momčadi crveno-bijeli su ciljali barem na drugo mjesto, no planovi su im se donekle pomrsili sredinom sezone kada je gotovo pola momčadi moralo u vojsku.

Visoke standarde imao je i celjski Athletik-SK, njemački klub koji je imao problema s vlastitom organizacijskom strukturom i sa slovenskim vlastima, a posljedično i s imenom, pa je u službenim dokumentima uglavnom stajao jednostavno kao "Sportverein". Pod drugačijim okolnostima mogao bi se čak smatrati najstarijim slovenskim klubom, jer je osnovan 1906. godine, ali je kasnije, ironično, raspušten tijekom nacističke okupacije. Godine 1920. je na krilima Franza Schalleckera i Karla Dürschmieda bio u vrhu slovenskog nogometa, a dobar uvodni rezultat na teškom gostovanju samo je povećao njegove ambicije. Drugi susret uvodnog dana bio je puno manje napet, jer je favorizirana Ilirija razbila Rapid Maribor 10:0. Ilirija je okupila izuzetnu momčad koja je igrala prijateljske utakmice s jakim klubovima iz Zagreba, Beograda i drugdje, tako da su bili daleko najbolje pripremljeni za prvenstvo. U prvoj momčadi Ilirije bili su, između ostalih, vratar Stane Pelan, braniči Ivo Kavšek i Slavko Pretnar, od kojih je potonji bio i tajnik kluba, jugoslavenski reprezentativac i student medicine Stanko Tavčar, golgeter Oto Oman, napadač Fran Bregar, Kazimir Pretnar, kasnije sudac Stanko Deržaj, braća Ivan i Gabrijel Zupančič, lijevi vanjski Ljubo Vidmajer i Evgen Betetto.

Ilirija je drugog dana također svladala Celje 10:0 i bilo je jasno da im u takvim uvjetima nitko neće moći parirati. Naime, Ilirija je bila toliko jaka da je bilo gotovo nepotrebno igrati u prvenstvenim utakmicama, toliko da je kasnije igrala i s rezervama, čuvajući glavni adut za međunarodne prijateljske utakmice koje su privlačile nekoliko puta više gledatelja. I dok je Ilirija iskoristila prvomajske termine za spomenute prijateljske utakmice, ostali su nastavili s prvenstvom. Ovaj put na red je došao Maribor, gdje je Rapid lagano svladao Herthu. Bio je to dvoboj njemačkih klubova, od kojih je prvi posebno važan jer je ostavio neizbrisiv trag u povijesti mariborskog nogometa. Crno-plavi su klub osnovali odmah nakon rata, a korijene su vukli iz još starijeg predratnog sportskog središta, što im je omogućilo da s vremenom pod svoje okrilje apsorbiraju rivale, među kojima je bila i Hertha, te u Mariboru postanu središnji njemački klub. Pomoglo im je i vlastito igralište, prvo u spomenutom Ljudskom vrtu, a kasnije i novo, veće u Poljanama. Uspjeha nije nedostajalo, Rapid je pet puta bio viceprvak, ali možda su ga međunarodni sukobi spriječili da osvoji naslov. One su eskalirale krajem 1930-ih, kada su klupski dužnosnici aktivno sudjelovali u nacizmu, a povijest kluba sačuvana je zahvaljujući malom privatnom muzeju u Austriji.

U isto vrijeme Slovan je također pred svojom publikom svladao Rote Elf rezultatom 3:0. Bio je to izuzetno zanimljiv kolektiv, porijeklom iz predratnog doba i tadašnjih socijaldemokratskih, takozvanih "austromarksističkih" društava.  Tako je bio "crveni", povremeno uz slovenski naziv Rdeča 11, radnički ljevičarski klub, koji međutim, prema spomenutoj austromarksističkoj teoriji Otta Bauera, nije bio nacionalno definiran. Pa su u njoj nastupali Nijemci i Slovenci, a možda i još netko, a imala je i svoje igralište na Križevom Dvoru. Tu je kasnije izgrađena tvornica kemikalija, a klub je ubrzo propao. Smjer kluba nije bio najprikladniji za ono vrijeme, pa se na kraju pokušao preimenovati u "Mariborski Atletik Klub", ali ni to nije privuklo više članova. Rote Elf ove sezone nije igrao veliku ulogu, a među njegovim igračima nema poznatijih imena, a najbolji je napadač Rudolf Winkler. Pozornost mariborske javnosti sljedećeg vikenda bila je usmjerena prema Rapidu koji je kod kuće ugostio Slovan, a prema nekim predviđanjima utakmica je trebala odlučiti o drugom mjestu. Slovan je prije sezone dobio dvije prijateljske utakmice, a u trećoj nisu iznenadili te su, na žalost domaćih navijača, slavili pouzdano rezultatom 1:3.

U lipnju su se njemački Sportverein i Hertha susreli u važnoj utakmici na otvaranju igrališta na Skalnoj Kleti koju su mještani prozvali “Felsenkeller”. Domaći su se nakon dobrog starta nadali dva boda, no gosti su u završnici poluvremena dvaput pogodili i neočekivano poveli. Momčad Celja, koja je većinu utakmica odigrala u crno-plavom dresu, preokrenula je rezultat u drugom poluvremenu, ali je Hertha uspjela izvući golom u posljednjoj minuti. Krajem mjeseca prvi put su izašle i novine Sport pa su sve utakmice sada još bolje popraćene, a ljubitelji nogometa napokon su dobili uvid u prvenstvenu tablicu. Pobjedama Ilirije na gostovanju u Mariboru, 10:1 protiv Rote Elfa i 8:0 protiv Herthe, sezona je već bila odlučena na vrhu, a Slovanu su se predviđale najveće šanse za drugo mjesto. Potonjem je zaprijetio Rapid koji je u lokalnom derbiju jedva svladao Rote Elf, dok Hertha tjedan dana kasnije nije imala sličnih problema. Bio je to loš znak za Slovan, koji je početkom srpnja odigrao odlučujući domaći dvoboj protiv Herthe, a pritom, kao što je spomenuto, još uvijek ostao bez nekih od svojih najboljih igrača. I doista, usred Ljubljane Hertha je nakon teške borbe zasluženo slavila 2:3, a podbacila je Slovanova desna strana, gdje su igrali rezervisti.

Većina klubova bila je skoro završila natjecanje kada je posljednji odigrao tek svoju prvu utakmicu. Riječ je, dakako, o 1. SSK Maribor, koji je ipak kasnije pristupio udruzi, ali je odgodio natjecanje dijelom i zbog nade da će dobiti svoje igralište. To mu nije pošlo za rukom, pa su sada na postojećim terenima u tri tjedna morali ugurati šest utakmica, od kojih su prvu odigrali protiv slavnog Rapida. ISSK Maribor, koji je kasnije postao ugledna momčad, bio je u to vrijeme praktički potpuno novi klub u gradu u kojem su (i) sportski dominirali Nijemci, a momčad koju je vodio kapetan-trener Ivo Vauda realno nije bila dobro pripremljena za natjecanje. Rapid je slavio s ugodnih 5:0, no više posla sljedeći tjedan imala je Hertha od koje je Maribor izgubio za samo jedan gol. U međuvremenu se nastavio obračun na vrhu, a u pretposljednjem susretu Ilirija je protiv oslabljenog Slovana i matematički potvrdila naslov. Zeleno-bijeli, koji su većinu utakmica igrali u nekakvim kopiranim dresovima praške Slavije, svim su protivnicima zabili najmanje osam golova, a u jednom od susreta spomenuti Kazimir Pretnar "Balinc" u samo deset minuta bio je pet puta strijelac. Rezervna momčad predvođena Betettom došla je uživati protiv nebranjenog Maribora slavivši 2:5, dok je Sportverein bio još dominantniji u Celju.

Sezona je trebala biti gotova do kolovoza, ali uz dvije Mariboru nevažne utakmice ostao je neodigran njemački štajerski susret između Atletika i Rapida koji je odlučivao o drugom mjestu. Skalna Klet je 8. kolovoza ponovno bila prepuna, a domaća momčad kojoj je trebala pobjeda oduševila je navijače brzim vodstvom. No, Rapid je prije poluvremena preokrenuo rezultat, a zatim rutinski zadržao vodstvo i zasluženo osigurao dva boda. Novine su hvalile igru Mariborčana koji su unatoč vrlo tijesnoj ligi postali viceprvaci, ali to je bilo manje važno, nije bilo uzbuđenja na samom vrhu. Ilirija je jednostavno bila klasa iznad ostalih i liga u takvom formatu, s takvim razlikama u kvaliteti i takvim troškovima putovanja jednostavno nije imala smisla. Maribor je posljednje dvije utakmice odigrao u sjeni spomenutog ishoda. Lako ga je eliminirao Rote Elf u borbi za počasno pretposljednje mjesto, a na kraju je nesretni Slovan osvojio bodove, zauzevši treće mjesto. Nakon sezone, savez koji je de facto kontrolirala Ilirija, odustala je od ligaškog formata i za naredne godine organizirala natjecanje po regionalnim skupinama sa svojevrsnim dpogravanjem na kraju. Slovenska liga potom se ponovno redovito igrala od 1931., a u sadašnjem obliku od 1991., no prva sezona uvijek će ostati nešto posebno.

## Ljestvica
| mj.     | klub              | ut. | pob. | ner. | por. | gol+ | gol- | kvoc   | bod |
| ------- | ----------------- | --- | ---- | ---- | ---- | ---- | ---- | ------ | --- |
| 1.      | Ilirija Ljubljana | 6   | 6    | 0    | 0    | 51   | 3    | 17,000 | 12  |
| 2.      | Rapid Maribor     | 6   | 4    | 0    | 2    | 16   | 18   | 0,888  | 8   |
| 3.      | Slovan Ljubljana  | 6   | 3    | 1    | 2    | 13   | 15   | 0,866  | 7   |
| 4.      | Hertha Maribor    | 6   | 3    | 1    | 2    | 16   | 19   | 0,842  | 7   |
| 5.      | Cillier SV Celje  | 6   | 2    | 2    | 2    | 20   | 22   | 0,909  | 6   |
| 6.      | Rote 11 Maribor   | 6   | 1    | 0    | 5    | 10   | 29   | 0,344  | 2   |
| 7.      | 1. SSK Maribor    | 6   | 0    | 0    | 6    | 11   | 31   | 0,354  | 0   |
|         |                   |     |      |      |      |      |      |        |     |
| Izvori: |                   |     |      |      |      |      |      |        |     |

|  | Ilirija Ljubljana je prvak Ljubljanskog podsaveza |

## Rezultati
23. 5. 1920. Slovan – Cillier SV 2:2, Ilirija – Rapid 10:0

24. 5. 1920. Ilirija – Cillier SV 10:0

30. 5. 1920. Rapid – Hertha 3:0, Slovan – Rote Elf 3:0

6. 6. 1920. Rapid – Slovan 1:3

13. 6. 1920. Cillier SV – Hertha 3:3

19. 6. 1920. Rote Elf – Ilirija 1:10

20. 6. 1920. Hertha – Ilirija 0:8, Cillier SV – Rote Elf 5:0

27. 6. 1920. Rapid – Rote Elf 2:1

4. 7. 1920. Hertha – Rote Elf 6:0

11. 7. 1920. Slovan – Hertha 2:3, Rapid – SSK Maribor 5:0

18. 7. 1920. Hertha – SSK Maribor 4:3, Ilirija – Slovan 8:0

25. 7. 1920. Cillier SV – SSK Maribor 6:2

31. 7. 1920. SSK Maribor – Ilirija 2:5

4. 8. 1920. Rote Elf – SSK Maribor 8:3

8. 8. 1920. Slovan – SSK Maribor 3:1, Cillier SV – Rapid 4:5

## Poveznice
- Ljubljanski nogometni podsavez

## Vanjske poveznice
- Zgodovina nogometa v Kraljevini SHS/Jugoslaviji in v času okupacije
- Zgodovina: Prva sezona slovenske lige že 1920
- Zbornik Medobčinske nogometne zveze Ljubljana 1920–2020
- RSSSF
- exYUfudbal
- claudionicoletti.eu